# Kanstancyja Bujło

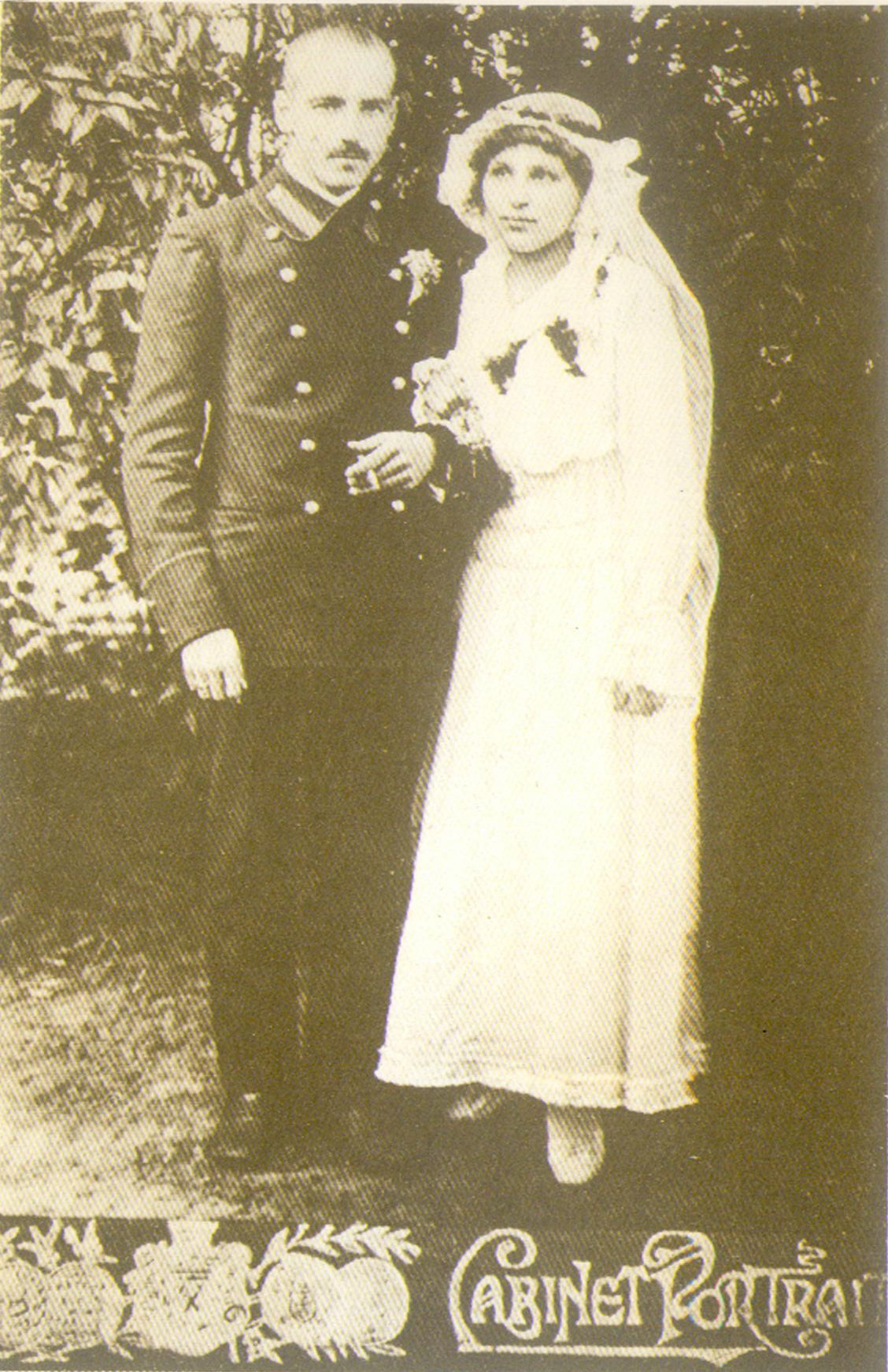
Kanstancyja Bujło 7 czerwca 1916

Kanstancyja Antonauna Bujło, właśc. Kanstancyja Kaleczyc (biał. Канста́нцыя Анто́наўна Кале́чыц, ur. 11 stycznia 1899 w Barsukowinie na Wileńszczyźnie, zm. 4 czerwca 1986 w Moskwie) – białoruska poetka.
W swojej wczesnej twórczości - liryce (zbiór Kurhannaja kwietka w 1914) i dramatach nawiązujących do folkloru (Kwietka paparaci 1914) podejmowała tematykę społeczną. Po wojnie pisała głównie wiersze o tematyce patriotycznej (m.in. zbiór Rodnamu kraju 1973).